# Dragon Lore
Dragon Lore (sous-titré La légende commence) est un jeu vidéo d'aventure axé sur la chevalerie datant de 1994 développé par Cryo Interactive et édité par Mindscape. Une suite, Dragon Lore II, est sortie en 1997, mais n'a pas connu le même succès que son prédécesseur.

## Trame
Le joueur incarne Werner, un jeune fermier qui vit dans un univers de fantasy. Werner découvre qu'il est le fils orphelin de Axel von Wallenrod, un Chevalier dragon. Il entreprend alors d'en apprendre davantage sur son passé et de réclamer son héritage.

## Principe du jeu
Dragon Lore est un jeu d'aventure mêlant exploration, interaction avec divers personnages, résolution d'énigmes et séquences de combat.

## Musique
La bande originale de Dragon Lore a été composé par Stéphane Picq. La version américaine du jeu s'est vu adjoindre quatorze nouvelles musiques de l'artiste restées inédites sur les éditions européennes.